# Norfolk-Inseldrossel
Die Norfolk-Inseldrossel (Turdus poliocephalus poliocephalus) ist die ausgestorbene Nominatform der Südseedrossel oder Inseldrossel (Turdus poliocephalus). Sie war auf der Norfolkinsel in der Tasmansee endemisch.

## Merkmale
Die Norfolk-Inseldrossel erreichte eine Größe von 21 cm, eine Flügelspannweite von 34 cm und ein Gewicht von 55 g. Das Gefieder war überwiegend braun, Kopf und Oberbrust waren hell graubraun. Der Schnabel, der Augenring und die Beine waren gelb. Männchen und Weibchen ähnelten sich in Größe und Erscheinung.

## Lebensraum
Die Norfolk-Inseldrossel war ursprünglich in allen bewaldeten Regionen und in Gärten zu finden. Zuletzt wurde sie nur noch im subtropischen Regenwald am Mount Pitt nachgewiesen.

## Lebensweise
Die Norfolk-Inseldrossel ging hauptsächlich auf dem Boden auf Nahrungssuche. Ihre Nahrung bestand aus kleinen Wirbellosen, Samen und herabgefallenen Früchten. Das Nest wurde auf Bäumen, auch auf eingeführten Zitronenbäumen errichtet. Die Gelege bestanden aus zwei bis vier Eiern.

## Aussterben
Noch in den 1940er-Jahren galt diese Unterart als häufig. 1962 wurde der Bestand auf 100 Exemplare geschätzt, 1969 waren es noch knapp 50. 1975 wurde sie zuletzt nachgewiesen und starb vermutlich Ende der 1970er-Jahre aus. Als Ursachen werden eine Kombination aus Lebensraumzerstörung und Nachstellung durch Ratten und verwilderte Katzen angenommen. Zusätzliche Faktoren waren die Konkurrenz mit eingeführten Singdrosseln und Amseln, mit denen die Norfolk-Inseldrossel unfruchtbaren Nachwuchs produzierte.